# And Love Said No: The Greatest Hits 1997–2004
 (février 2017).
Si vous disposez d'ouvrages ou d'articles de référence ou si vous connaissez des sites web de qualité traitant du thème abordé ici, merci de compléter l'article en donnant les références utiles à sa vérifiabilité et en les liant à la section « Notes et références ».
Albums de HIM
Love Metal
(2003) Dark Light
(2005)
And Love Said No: The Greatest Hits 1997–2004 est le cinquième album du groupe de rock finlandais HIM, sorti en 2004.
Cette compilation reprend des titres parus entre 1997 et 2004, de Greatest Lovesongs, Vol. 666 à Love Metal. Elle contient également deux nouvelles chansons, And Love Said No et Solitary Man.

## Liste des titres
| Édition standard | Édition standard                     | Édition standard | Édition standard | Édition standard | Édition standard | Édition standard | Édition standard | Édition standard | Édition standard |
| No               | Titre                                | Durée            |                  |                  |                  |                  |                  |                  |                  |
| ---------------- | ------------------------------------ | ---------------- | ---------------- | ---------------- | ---------------- | ---------------- | ---------------- | ---------------- | ---------------- |
| 1.               | And Love Said No                     | 4:12             |                  |                  |                  |                  |                  |                  |                  |
| 2.               | Join Me in Death                     | 3:39             |                  |                  |                  |                  |                  |                  |                  |
| 3.               | Buried Alive by Love                 | 5:03             |                  |                  |                  |                  |                  |                  |                  |
| 4.               | Heartache Every Moment               | 3:58             |                  |                  |                  |                  |                  |                  |                  |
| 5.               | Solitary Man (cover de Neil Diamond) | 3:38             |                  |                  |                  |                  |                  |                  |                  |
| 6.               | Right Here in My Arms                | 4:02             |                  |                  |                  |                  |                  |                  |                  |
| 7.               | The Funeral of Hearts                | 4:30             |                  |                  |                  |                  |                  |                  |                  |
| 8.               | In Joy and Sorrow                    | 4:01             |                  |                  |                  |                  |                  |                  |                  |
| 9.               | Your Sweet 666                       | 3:59             |                  |                  |                  |                  |                  |                  |                  |
| 10.              | Gone With the Sin                    | 4:23             |                  |                  |                  |                  |                  |                  |                  |
| 11.              | Wicked Game (cover de Chris Isaak)   | 4:07             |                  |                  |                  |                  |                  |                  |                  |
| 12.              | The Sacrament                        | 4:32             |                  |                  |                  |                  |                  |                  |                  |
| 13.              | Close to the Flame                   | 3:48             |                  |                  |                  |                  |                  |                  |                  |
| 14.              | Poison Girl                          | 3:53             |                  |                  |                  |                  |                  |                  |                  |
| 15.              | Pretending                           | 3:42             |                  |                  |                  |                  |                  |                  |                  |
| 16.              | When Love and Death Embrace          | 6:09             |                  |                  |                  |                  |                  |                  |                  |
| 67:34            |                                      |                  |                  |                  |                  |                  |                  |                  |                  |

### Deluxe edition
Édition spéciale parue au Royaume-Uni contenant un titre supplémentaire en piste no 14 (décalant les 3 derniers titres).
| ..    | Pistes 1 à 13 identiques à l'édition standard (ci-dessus) |      |
| 14.   | It's All Tears (Drown in This Love)                       | 4:30 |
| 15.   | Poison Girl                                               | 3:53 |
| 16.   | Pretending                                                | 3:42 |
| 17.   | When Love and Death Embrace                               | 6:09 |
| 72:04 |                                                           |      |

Notes
- Dans cette édition la piste no 2 se nomme Join Me (Razorblade remix).
- L'édition spéciale "Deluxe" inclus le DVD bonus (ci-après).

### DVD Bonus
Inclus dans l'édition limitée digipack (avec CD 16 titres, 1 h 35 min 19 s) et l'édition spéciale "Deluxe" (Royaume-Uni, avec CD 17 titres, 1 h 39 min 49 s).
| 1. | Soul On Fire          | 4:09 |
| 2. | The Funeral of Hearts | 4:44 |
| 3. | Beyond Redemption     | 4:23 |
| 4. | Sweet Pandemonium     | 5:07 |
| 5. | Buried Alive By Love  | 4:48 |
| 6. | The Sacrament         | 4:34 |